# Parupeneus diagonalis
Parupeneus diagonalis là một loài cá biển thuộc chi Parupeneus trong họ Cá phèn. Loài này được mô tả lần đầu tiên vào năm 2004.

## Từ nguyên
Tính từ định danh diagonalis trong tiếng Latinh nghĩa là "xiên, chéo", hàm ý đến sọc màu sẫm, nằm chéo lên phía trên cơ thể của loài cá này.

## Phân bố và môi trường sống
P. diagonalis có phân bố giới hạn ở vùng Tây Ấn Độ Dương, là loài đặc hữu ở phía tây của quần đảo Mascarene, tức là các đảo thuộc Réunion và Mauritius (nhưng trừ Rodrigues ở phía đông).
P. diagonalis sống ở tầng đáy, chủ yếu trên rạn san hô và ám tiêu, được thu thập ở độ sâu đến 100 m.

## Mô tả
Chiều dài cơ thể lớn nhất được ghi nhận ở P. diagonalis là 17 cm. Cá có màu hồng, dải màu đen hoặc đỏ sẫm viền trắng, kéo dài từ mắt đến dưới cuối vây lưng sau. Có một dải đen dày ở gốc vây lưng sau và dải cam nhạt từ mắt xuống mõm. Râu cá màu vàng nhạt.
Số gai vây lưng: 8; Số tia vây lưng: 9; Số gai vây hậu môn: 1; Số tia vây hậu môn: 7; Số tia vây ngực: 15–16.